# Johnson
Johnson – angielskie i szkockie nazwisko patronimiczne pochodzące z języka staroangielskiego oznaczające „syn Johna”. Na przestrzeni wieków nazwisko wielokrotnie zmieniało zapis przybierając formę Jonessone, Jonesone, Johnson, Johanson, Jonson, Geynson czy Jeynson. W 1990 w Stanach Zjednoczonych nosiło je 2 232 100 osób.
Jest jednym z najpopularniejszych nazwisk angielskich, występuje przede wszystkim w Anglii i w Stanach Zjednoczonych, ale też można je spotkać w Australii, w Kanadzie, i prawdopodobnie nawet w Polsce. Oznacza ono po prostu „potomek Jana”; najbliższe polskie odpowiedniki to „Janowski” lub „Janowicz”.

## Znani Johnsonowie
- Adam Johnson – angielski piłkarz
- Alexz Johnson – kanadyjska piosenkarka i aktorka
- Allen Johnson – amerykański lekkoatleta, płotkarz
- Amir Johnson – amerykański koszykarz
- Amy Johnson (1903–1941) – pilotka angielska
- Andrew Johnson – prezydent USA w latach 1865–1869
- Andy Johnson – angielski piłkarz
- Avery Johnson – amerykański koszykarz
- Bart Johnson – amerykański aktor
- Bradley Johnson – angielski piłkarz
- Bill Johnson –  amerykański narciarz alpejski, mistrz olimpijski
- Brian Johnson – brytyjski muzyk
- B.S. Johnson – brytyjski pisarz i poeta
- Carl „CJ” Johnson – postać fikcyjna, główny bohater gry Grand Theft Auto: San Andreas
- Calvin Johnson – amerykański zawodnik futbolu amerykańskiego
- Clarence Johnson – amerykański inżynier lotnictwa
- Claudia Alta „Lady Bird” Johnson (1912–2007) – była pierwsza dama USA, żona prezydenta Lyndona B. Johnsona
- Dakota Johnson – amerykańska aktorka i modelka
- Dave Johnson – amerykański kulturysta
- David Johnson (ur. 1951) – angielski piłkarz
- Demetrious Johnson – amerykański zawodnik mieszanych sztuk walki
- Dennis Johnson (1954–2007) – amerykański koszykarz
- Dominique Johnson – amerykański koszykarz
- Don Johnson – aktor
- Dwayne Johnson – amerykański aktor i wrestler
- Eric Johnson – amerykański gitarzysta.
- Eyvind Johnson (1900–1976) – pisarz szwedzki, noblista
- Fabian Johnson – amerykański piłkarz
- Fenton Johnson – pisarz anglojęzyczny
- Gary Johnson – amerykański polityk
- Georgia Douglas Johnson – pisarka anglojęzyczna
- Glen Johnson – angielski piłkarz
- Helene Johnson – pisarka anglojęzyczna
- Jack Johnson (1878–1946) – bokser, mistrz świata wagi ciężkiej
- Jack Johnson (ur. 1975) – Hawajski surfer, muzyk bluesowy i twórca filmów dokumentalnych.
- Jack Johnson (ur. 1987) – amerykański hokeista
- James Johnson (koszykarz) (ur. 1987) – amerykański koszykarz
- James P. Johnson – amerykański pianista jazzowy
- James Weldon Johnson (1871–1938) – pisarz anglojęzyczny
- Jeh Johnson – amerykański polityk
- Joe Johnson (ur. 1952) – angielski snookerzysta
- Joe Johnson (ur. 1981) – amerykański koszykarz
- John Mercer Johnson (1818–1868) – polityk kanadyjski, jeden z Ojców Konfederacji
- Kevin Johnson (ur. 1966) – amerykański koszykarz, burmistrz Sacramento
- Kevin Johnson (ur. 1984) – amerykański koszykarz
- Kevin Johnson (ur. 1979) – amerykański bokser
- Kevin Johnson – łyżwiarz
- Linton Kwesi Johnson – brytyjski wokalista i poeta dub
- Lonnie Johnson – amerykański bluesman
- Lyndon B. Johnson – prezydent USA w latach 1963–1969
- Magic Johnson – amerykański koszykarz
- Marlene Johnson – niemiecka artystka
- Melvin M. Johnson – amerykański konstruktor broni
- Michael Johnson (ur. 1967) – amerykański lekkoatleta
- Mitchell Johnson (ur. 1981) – australijski krykiecista
- Paul Johnson (ur. 1928) – angielski dziennikarz, historyk
- Paul S.L. Johnson (1873–1950) – amerykański przywódca religijny
- Philip Johnson – architekt
- Phillip E. Johnson (1940–2019) – profesor prawa
- Ray William Johnson – amerykański aktor, komik i vlogger
- Rian Johnson – amerykański reżyser
- Richard Johnson (1837–1841) – amerykański polityk, poseł i senator z Kentucky, 9. wiceprezydent USA
- Samuel Johnson (1709–1784) – pisarz anglojęzyczny
- Seth Johnson – piłkarz angielski
- Shawn Johnson – amerykańska gimnastyczka, mistrzyni olimpijska
- Stephen M. Johnson – filozof, psychoterapeuta
- Steve Johnson (ur. 1989) – amerykański tenisista
- Steve Johnson (ur. 1957) – amerykański koszykarz
- Syl Johnson – amerykański bluesman
- Tim Johnson (ur. 1961) – amerykański reżyser filmów animowanych
- Tim Johnson (ur. 1977) – amerykański kolarz
- Tim Johnson (ur. 1946) – amerykański polityk
- Tim Johnson (ur. 1946) – amerykański polityk
- Tyler Johnson – amerykański hokeista
- Van Johnson – amerykański aktor i tancerz
- Virginia Johnson (1925–2013) – amerykańska psycholog
- Wesley Johnson – amerykański koszykarz
- William Johnson (ok. 1715–1774) – administrator kolonialny